# San Marco d'Alunzio
San Marco d'Alunzio es una localidad italiana de la provincia de Mesina, región de Sicilia, con 2.091 habitantes. Está situada en el lugar donde se asentaba la primitiva ciudad de Aluncio.

Ubicación de la ciudad de San Marco d'Alunzio dentro de la provincia de Mesina.

## Evolución demográfica
| Gráfica de evolución demográfica de San Marco d'Alunzio entre 1861 y 2001 |
|                                                                           |
| Fuente ISTAT - Elaboración gráfica por parte de Wikipedia                 |